# The Hu
The Hu je mongolská folkmetalová hudební skupina založená v roce 2016. Hraje s tradičními mongolskými instrumenty, včetně morin khuur, či mongolským hrdelním zpěvem. Skupina nazývá svůj styl hudby "hunnu rock", kde hu je mongolským slovem pro "člověka". Jejich producentem je Dashdondog Bayarmagnai, aka "Dashka". V roce 2019 vydali své první studiové album, které nese název The Gereg.

## Historie
V roce 2018 nahráli na platformu YouTube dvě skladby s názvem "Yuve Yuve Yu - 28. září" a "Wolf Totem - 16. listopad", které společně k únoru 2022 nastřádaly přes 150 milionů zhlédnutí. Skladba "Wolf Totem" se 11. dubna 2019 stala číslem jedna v americkém časopise Billboard v kategorii Hard rock a učinila tak The Hu první mongolskou kapelou, která se dostala mezi nejlepší skladby podle časopisu Billboard. Kromě toho se také skladba "Yuve Yuve Yu" umístila na 7. místě, mezitím co skladba "Wolf Totem" debutovala na 22. místě v časopise Billboard, v kategorii Hot Rock Songs.
The Hu se 17. května 2019 potkala s mongolským prezidentem Chaltmágínem Battulgou, který jim pogratuloval a poděkoval v propagaci země.

## Členové

### Současní členové
- Galbadrakh Tsendbaatar aka "Gala" – hrdelní zpěv, morin khuur [8] (2020-současnost)

- Nyamjantsan Galsanjamts aka "Jaya" – čelistní harfa, tsuur, flétna, hrdelní zpěv (2020-současnost)
- Enkhasaikhan Batjargal aka "Enkush" – morin khuur, hrdelní zpěv (2020-současnost)
- Temuulen Naranbaatar aka "Temka" – tovshuur, doprovodný zpěv (2020-současnost)

### Členové turné
- Jambaldorj Ayush aka "Jamba" - kytara, doprovodný zpěv (2020-současnost)
- Nyamdavaa Byambaa aka "Davaa" - kontrabas, doprovodný zpěv (2020-současnost)
- Unumunkh Maralkhuu aka „Ono“ - bicí nástroje , tumur khuur, doprovodný zpěv (2020-současnost)
- Odbayar Gantumur aka "Odko" - bicí nástroje (2020-současnost)

## Diskografie
Studiová alba
- The Gereg (2019)
- Rumble of Thunder (2022)